# Новий лейборизм

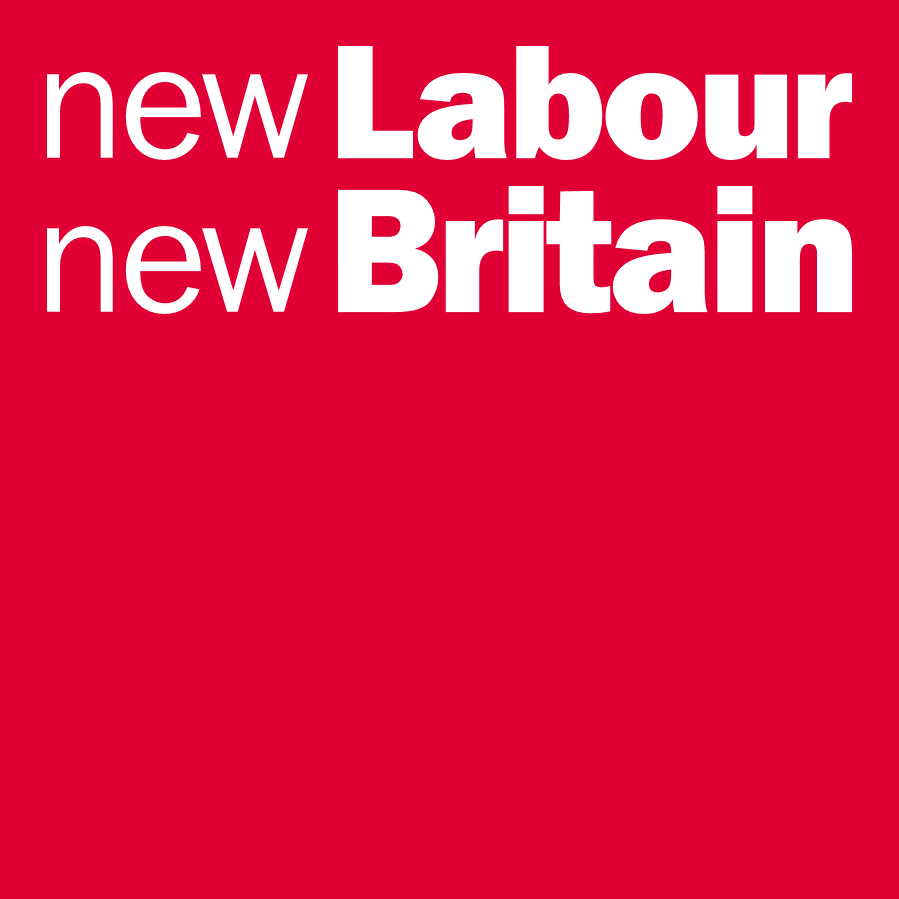
Логотип Нового лейборизму: «Новий лейборизм, нова Британія»

Новий лейборизм (англ. New Labour) — період в історії британської Лейбористської партії з 1994 по 2010 роки, коли на чолі партії стояли Тоні Блер і Гордон Браун.
Назва походить від гасла, вперше використаного партією у 1994 році, і який пізніше з'явився у проекті маніфесту, опублікованому у 1996 році, під назвою «New Labour, New Life For Britain» («Новий лейборизм, нове життя для Британії»). Він був представлений як бренд для реформованої партії, яка змінила IV Пункт партійної конституції (що закликав до соціалізму) і відкрито перейшла до підтримки ринкової экономики.
Бренд був розроблений, щоб відмежуватися від «Старого лейборизму», з його зв'язком між профспілками і державою, і для залучення виборців «середнього класу». Зокрема, широко пропагував бренд Алістер Кемпбелл (Alastair Campbell), директор по зв'язках з громадськістю в адміністрації Блера, який використовував свій досвід роботи у журналістиці, щоб домогтися позитивного ставлення до партії у ЗМІ. Продовжуючи зусилля колишніх лідерів партії Ніла Кіннока і Джона Сміта, партія під брендом «Нового лейборизму» намагалася розширити свою електоральну базу і, до виборів 1997 року, домоглася значних успіхів серед верхніх і середніх класів. Партія також досягла успіхів на виборах 2001 і 2005 років. Бренд був залишений у 2010 році.
«Новий лейборизму» став результатом зусиль автора Ентоні Кросленд (Anthony Crosland), партійних керівників Тоні Блера і Гордона Брауна, і організаторів передвиборних кампаній Пітера Мандельсона і Алістера Кемпбела.
Політична філософія ґрунтувалася на ідеях Ентоні Гідденса про «третій шлях», який повинен був забезпечити синтез капіталізму і соціалізму. Партія стала закликати до «соціальної справедливості», а не до «соціальної рівності», з акцентом на «рівність можливостей», і підкреслювала користь вільного ринку, як механізму досягнення економічної ефективності та соціальної справедливості. Профспілковий діяч і журналіст Джиммі Рейд (Jimmy Reid) піддав це критиці, стверджуючи що відкрита підтримка лейбористами ринкової економіки лише зменшила соціальну справедливість у країні.

## Політична філософія
Нові лейбористи розробили «третій шлях», центристську платформу, «альтернативу капіталізму і соціалізму». Ідеологія була розроблена, щоб представити партію прогресивною і залучити виборців з усього політичного спектру.

### Соціальна справедливість
Нові лейбористи стали підкреслювати важливість соціальної справедливості ніж рівності, яка була у центрі уваги попередніх діячів партії, і стали відстоювати думку, що соціальна справедливість і ринкова економіка не є взаємовиключними. Традиційна прихильність партії до ідеології рівності була залишена: «рівність можливостей» стало пріоритетом над «рівністю доходів». «Комісія з соціальної справедливості», створена Джоном Смітом, заявила у 1994 році, що цінності соціальної справедливості були наступними: «рівна цінність громадян, рівні права на можливість задовольнити свої основні потреби, потреба використовувати свої можливості якомога ширше, і необхідність усунення необґрунтованої нерівності». Партія стала розглядати соціальну справедливість, насамперед, як необхідність дати громадянам рівні політичні та економічні свободи. Це включало в себе необхідність рівного розподілу можливостей, із застереженням, що не варто відбирати щось у успішних людей, щоб давати неуспішним.

### Економіка
Нові лейбористи підкреслювали економічну ефективність вільного ринку і заявили, що при капіталізмі можна досягти цілей соціалізму, зберігаючи при цьому ефективність капіталізму. Також стверджувалося, що ринок корисний тим, що дає владу споживачам і дозволяє громадянам приймати свої власні рішення і діяти відповідально. Партія стала стверджувати що суспільна власність (на засоби виробництва) є неефективною, і перебуваючи при владі стала спиратися на партнерство держави і приватного бізнесу.

## Оцінка результатів
Ліве крило лейбористів (Тоні Бенн, Кен Лівінгстон, Джеремі Корбін, Ерік Хеффером, Джордж Галловей, Дайан Еббот) і більш радикальні ліві організації різко критикували «Нових лейбористів» за відхід від базових соціалістичних принципів, капітуляцію перед вільним ринком, продовження приватизації та участь у військових авантюрах.
Профспілковий активіст і журналіст Джиммі Рейд у The Scotsman у 2002 році критикував «Нових Лейбористів». Він стверджував, що прагнення лейбористів до «динамічної ринкової економіки» було способом зміцнення ринкової економіки, а не досягнення соціальної справедливості. Рейд стверджував, що соціальна повістка уряду Клемента Еттлі, перервана Маргарет Тетчер, так і не була відроджена «Новими лейбористів». Він піддав критиці партію, стверджуючи що при «Новому лейборизмі» соціальна нерівність лише посилилося, і що зусилля лейбористів по залученню голосів лише призвели до того, що ідеологія партії змістилася вправо.
У 2002 році Ентоні Гідденс, який був ключовою фігурою у розвитку ідеї «третього шляху», підтвердив, що «Новий лейборизм» у підсумку зашкодив іміджу партії, при цьому продовжуючи вважати перемоги над Консервативною партією на виборах успіхом.